# U-50 (1939)
El U 50 o Unterseeboot 50 fue un submarino alemán del Tipo VIIB usado en la Segunda Guerra Mundial. 

## Construcción
Su quilla fue puesta sobre las gradas de los astilleros Krupp Germaniawerft, de Kiel el 3 de noviembre de 1938, desde donde fue botado al agua el 1 de noviembre de 1939, y se entregó a la Kriegsmarine el 12 de diciembre de 1939 bajo el mando del Kapitänleutnant Max-Hermann Bauer, que fue el único comandante del buque.

## Historial
En su corta carrera, realizó únicamente dos patrullas de combate encuadrado dentro de la 7ª Unterseebootsflottille (flotilla de submarinos). En ese tiempo, hundió un total de 4 buques con un registro total bruto de 16.089 toneladas.
El 6 de febrero de 1940 abandonó su base en Helgoland bajo el mando de Max Hermann en su primera patrulla de combate, y retornó tras dos semanas el 4 de marzo de 1940. En ese período, hundió cuatro buques, uno de ellos del convoy QGF-19.
| Fecha                 | Buque     | Nacionalidad | Tonelaje | Convoy | Destino |
| --------------------- | --------- | ------------ | -------- | ------ | ------- |
| 11 de febrero de 1940 | Orania    | sueco        | 3.380 t  | --     | Hundido |
| 15 de febrero de 1940 | Maryland  | Danés        | 3.670 t  | --     | Hundido |
| 21 de febrero de 1940 | Tara      | Holandés     | 10.116 t | --     | Hundido |
| 22 de febrero de 1940 | Endeavour | Británico    | 4.580 t  | OGF-19 | Hundido |

## Destino
El 5 de abril de 1940, el U 50 abandonó su base de Kiel en la que sería su segunda y última patrulla de combate. El 6 de abril de 1940, fue impactado por una mina en el mar del Norte, al norte de Terschelling. No se conoce su localización exacta, pero probablemente está en las proximidades de 51°14′N 05°07′E / 51.233, 5.117. No hubo supervivientes entre los 44 tripulantes.

Las minas fueron desplegadas por los destructores aliados HMS Express, HMS Esk, HMS Icarus y HMS Impulsive en el mar del Norte el 3 de marzo de 1940. 